# واش‌مرغ دم‌پهن

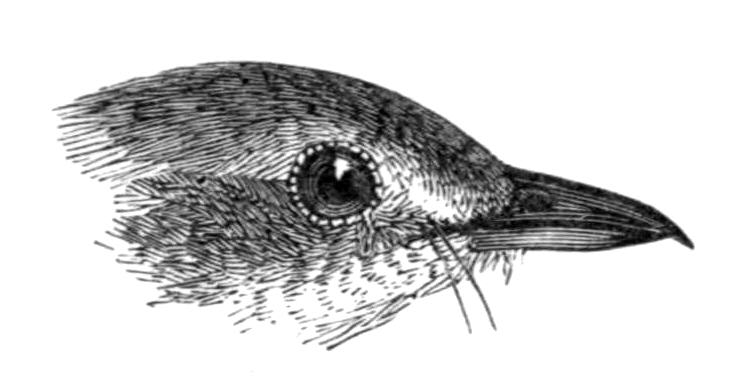
سر در حال نشان دادن نوک کوتاه و دو موی سبیل کنار دهان

واش‌مرغ دم‌پهن (نام علمی: Schoenicola platyurus)، گونه‌ای از سسکان جهان قدیم از خانواده سسکان ملخی است. این گونه بومی گات غربی هند است و احتمال حضور آن در سریلانکا وجود دارد. پرنده‌ای کوچک، عمدتاً قهوه‌ای رنگ، دارای دم پهن و تدریجی است. تنها در تپه‌های چمن‌دار در ارتفاعات بالاتر یافت می‌شود که معمولاً پرجنب‌وجوش می‌شوند، به جز در فصل زادآوری که نرها برای آواز خواندن در نمایش خود به هوا پرواز می‌کنند. اعتقاد بر این است که این گونه ساکن است، اگرچه ممکن است جابجایی محلی نیز انجام دهند.